# 沙尔凯赖斯泰什
沙尔凯赖斯泰什，是匈牙利费耶尔州所辖的一个村。总面积23.27平方公里，总人口1501，人口密度64.5人/平方公里（2011年1月1日）。